# Воронин, Геннадий Фёдорович
Геннадий Фёдорович Воронин (26 октября 1935, Щёлково, Московская область — 15 июля 2017, Москва) — советский и российский химик, доктор химических наук, профессор. Лауреат Государственной премии СССР.

## Биография
С родителями в детстве жил в Чкаловском. Отец — военный лётчик-испытатель погиб, когда Геннадию было 5 лет. После этого он с мамой переехал в Москву. Во время Великой Отечественной войны находился с семьёй в Москве.
В 1943—1953 учился в школе в центре Москвы, закончил её с золотой медалью. В 1953—1958 учился на химическом факультете МГУ. Дипломную работу «Давление паров над сплавами» делал на кафедре физической химии в лаборатории термодинамики под руководством А. М. Евсеева. В 1959 году на первом году аспирантуры по обмену уехал в ФРГ, где учился в Высшей Технологической школе. В 1963 году защитил кандидатскую диссертацию «Исследование испарения сурьмы из сплавов», а в 1971 — докторскую диссертацию «Термодинамическое исследование промежуточных фаз в сплавах». С 1976 года заведующий лаборатории химической термодинамики химического факультета МГУ им. М. В. Ломоносова. Профессор кафедры физической химии с 1978 года, под его руководством защищено 14 докторских диссертаций.
В 1988 году был выбран в комиссию ИЮПАК по высокотемпературной химии, где представил свой проект по высокотемпературной проводимости, сверхпроводник на основе основе оксидов иттрия, бария и лития. С 1989 года ассоциированный член Международного союза по теоретической и прикладной химии. С 1994 года член Нью-Йоркской академии наук.
С 15 июля 2002 года главный научный сотрудник лаборатории химической термодинамики. Читал курсы «Фазовые равновесия в сплавах», «Современная химическая термодинамика», «Термодинамика высокотемпературных сверхпроводников», «Расчётные методы химической термодинамики», «Экспериментальные методы химической термодинамики».
Член редколлегии журнала «Обзорный журнал по химии» (с 2011). Член редколлегии сборников: энциклопедия «Современное Естествознание», «Я. И. Герасимов. Избранные труды», «Математические проблемы фазовых равновесий», «Современные проблемы физической химии».
Скончался 15 июля 2017 года в Москве.

## Вклад в науку
Геннадием Федоровичем разработаны и введены в практику термодинамических исследований оригинальные экспериментальные методики. Среди них — методика контролируемого синтеза соединений с использованием электролиза с горячим катодом, измерение сверхнизких давлений паров щелочных элементов (метод «вспышки»), определение молекулярного состава паров веществ с помощью селектирования молекул по скоростям.
Также Геннадием Федоровичем предложен и развит новый метод в термодинамике многофазных систем, основанный на использовании нового типа термодинамических функций — парциальных функций гетерогенных смесей («Современные проблемы физической химии», Т.9, 1976); создана термодинамическая теория взаимодействия молекулярных пучков сложного химического состава с поверхностями твердых тел («Int. J. of Mass Spectrometry and Ion Physics», V.43, 1982); впервые строго доказана термодинамическая неустойчивость (метастабильность) новых высокотемпературных сверхпроводников в условиях применения («Pure and Appl. Chem.», V.64, 1992). За 1992—1997 г.г. были определены условия синтеза новых, еще не полученных сверхпроводниковых соединений. Создан новый расчетный метод построения диаграмм фазовых состояний многокомпонентных гетерогенных систем (2000).
Автор и соавтор около 200 печатных научных публикаций часть из которых опубликованы в ведущих международных и российских химических и физических журналах.

## Награды
- 1974 — I Премия ВХО им. Д. И. Менделеева
- 1981 — лауреат Государственной премии СССР в области науки и техники за цикл исследований по химической термодинамики полупроводников
- 1995 — заслуженный деятель науки РФ
- 2005 — лауреат конкурса МАИК «Лучшая публикация 2005 года»

## Автор книг
1. Термодинамика и структура жидких металлических сплавов.  Москва: Изд. МГУ, 1966 г. (совместно с А. М. Евсеевым)
2. Основы термодинамики.  Москва: Изд. МГУ, 1987 г.
3. Термодинамика и материаловедение полупроводников.  Москва: Металлургия, 1992 г. (коллектив авторов)
4. Электрохимические методы исследования в термодинамике металлических систем.  Москва: Академкнига, 2003 г. (коллектив авторов)